# Reincidencia
La reincidencia es la reiteración de una misma culpa o defecto.
Como concepto de derecho penal es un agravante de la responsabilidad criminal, aplicado al reo que reincide en cometer un delito análogo a aquel por el que ya ha sido condenado. 
Son múltiples los factores que podrían empujar al delincuente a repetir su conducta desviada. Entre ellos, se puede nombrar la falta de atención de la sociedad hacia el criminal.
En el Derecho romano, en el visigodo y el altomedieval, y en general hasta el final del Antiguo Régimen,  no se aplicaba la reincidencia más que a los delitos patrimoniales.
En el derecho español contemporáneo fue a partir del Código Penal de 1822 cuando se introdujo como circunstancia general de agravación, manteniéndose en las sucesivas reformas de 1848, 1850, 1870, 1944 y 1973. Este último código recogía además los conceptos de multirreincidencia y reiteración.
Con las reformas legislativas de la democracia el alcance del concepto se fue limitando de forma sustancial.

## Código Penal argentino
El artículo 50 del código penal de Argentina sostiene "Habrá reincidencia siempre que quien hubiera cumplido, total o parcialmente, pena privativa de libertad impuesta por un tribunal del país cometiere un nuevo delito punible también con esa clase de pena. La condena sufrida en el extranjero se tendrá en cuenta para la reincidencia si ha sido pronunciada por razón de un delito que pueda, según la ley argentina, dar lugar a extradición. La pena sufrida no se tendrá en cuenta a los efectos de la reincidencia cuando desde su cumplimiento hubiera transcurrido un término igual a aquel por la que fuera impuesta, que nunca excederá de diez ni será inferior a cinco años" 

## Código Penal español
La Ley Orgánica 10/1995, de 23 de noviembre, del Código Penal define la reincidencia como (art. 22 CP): haber sido "condenado ejecutoriamente por un delito comprendido en el mismo título de este Código, siempre que sea de la misma naturaleza".
En esta definición se aperciben tres requisitos esenciales:
- Que el delito esté comprendido en el mismo Título del Código Penal.

- Que el delito sea de la misma naturaleza que el anterior.

- Que exista una sentencia condenatoria.

La exigencia que mayores dudas despierta es el entendimiento de "naturaleza". La jurisprudencia y doctrina españolas, en este sentido, parecen estar de acuerdo en que se hace referencia al bien jurídico protegido por el tipo penal.
Adicionalmente, también deberá prestarse atención a otros factores, como: la forma de ataque y el desvalor de la acción, que los delitos compartan el mismo nomen iuris, etc.

## Factores de la reincidencia
Existen una serie de factores personales, familiares y sociales que están relacionadas con la reincidencia en el delito, las cuales se pueden agrupar en tres grandes bloques y cuantas más se presenten mayor será el riesgo: 
- Factores Personales: Falta de control de impulsos, tendencia a la impulsividad, conductas violentas, distorsiones cognitivas, rigidez cognitiva (Incapacidad para ponerse en el lugar de la víctima o empatizar con ella), incapacidad para establecer metas realistas, locus de control externo (Considera que sus acciones están controladas por el entorno), elevado egocentrismo, autoestima baja, consumo de sustancias tóxicas, presencia de rasgos psicopáticos y psicopatológicos, actitud hostil hacia las víctimas (Consideradas como objetos o personas culpables) y reincidencia previa (Aumenta la probabilidad de reincidir de nuevo).

- Factores Familiares: Valores familiares y estilo de vida relacionados con la delincuencia, problemas de salud mental en progenitores o familiares de reincidencia, nivel de desestructuración familiar, relación conyugal caracterizada por conflictos, violencia intrafamiliar y separaciones, familia numerosa programada (Tener hijos al azar), escasos recursos económicos (Precarias condiciones de vida), nivel educativo bajo (Analfabetismo, no finalización de estudios y falta de cualificación profesional), criterios normativos autoritarios, escasa comunicación y déficit afectivo.

- Factores Sociolaborales: Influencia del entorno rural o urbano, influencia de los contactos sociales positivos o negativos, contexto marginal, cualificación lograda y tipo de trabajo, motivaciones para lograr el desarrollo laboral, nivel de realismo en las metas establecidas y entorno profesional en el que se desarrolla.

## Fundamento jurídico de la agravante de reincidencia
La reincidencia o la repetición de una misma conducta delictiva es una muestra de que el sistema penal no ha logrado ningún efecto con la pena anterior. Ello significa que la condena que el delincuente ha sufrido no ha logrado reintegrarlo en la sociedad o, al menos, intimidarlo.
```
Con la agravante de reincidencia, se trata de evitar cometer el mismo error (imponer la misma pena) una vez tras otra. Al imponer un castigo más grave que el anterior, se pretende que el nuevo castigo supla las deficiencias del anterior. Ello sirve para compensar la menor "capacidad de inhibición" que tiene el criminal frente al delito.
[
6
]
```

## Tipos de reincidencia
Los tipos de reincidencia pueden variar según la legislación y las jurisdicciones, pero aquí están algunos conceptos generales:
1. Reincidencia específica: ocurre cuando una persona comete un delito similar a un delito por el que fue condenada anteriormente.
2. Reincidencia genérica: se refiere a una situación en la que una persona que ha cometido un delito comete otro delito después de ser excarcelada o condenada a prisión por el primer delito.
3. Reincidencia técnica: a veces, cometer un delito menor, como violar las condiciones de libertad condicional o probatoria, también puede considerarse reincidencia técnica, incluso si no se comete un nuevo delito grave.
4. Reincidencia delictiva: este término se refiere a una situación en la que una persona ha sido condenada por un delito y luego comete otro delito similar o relacionado después de ser puesta en libertad o cumplir su condena.

## Evaluación de la reincidencia delictiva
Con la reincidencia delictiva, estaríamos hablando de la repetición o reiteración de un delito en un tiempo determinado, tratándose este del mismo o diferente delito. Habitualmente, la reincidencia del delito ha sido abordada desde la perspectiva represiva, la cual afirma que es necesario que la mayor parte de las personas que han cometidos delitos sean aisladas y segregadas de la sociedad por ser vistas como un peligro para esta. Sin embargo, cabe destacar que numerosas investigaciones afirman que la mayoría de personas no vuelven a delinquir. 
La psicopatología considera que los delincuentes que reinciden en determinados delitos son personas que no llegan a sentir culpa o pudor y por otra parte, aquellas personas que presentan alteraciones mentales, aunque cabe destacar que estas últimas son gobernados por sus propias tendencias psicopatológicas. 
Podemos observar además la existencia de varios test psicológicos para evaluar la reincidencia de las personas, el más conocido es el test de Rorschach.
https://es.linkedin.com/pulse/criterios-para-evaluar-reincidencia-delictiva-columna-1e